# Industrie- und Handelskammer Darmstadt Rhein Main Neckar
Die Industrie- und Handelskammer Darmstadt Rhein Main Neckar (IHK Darmstadt) ist eine Körperschaft öffentlichen Rechts mit Sitz in Darmstadt. Die Industrie- und Handelskammer Darmstadt hat den gesetzlichen Auftrag, als Selbstverwaltungsorgan der Wirtschaft das Gesamtinteresse der rund 65.000 zugehörigen Unternehmen in der Region Darmstadt Rhein Main Neckar zu fördern und gegenüber Politik und Öffentlichkeit wahrzunehmen. Die Region setzt sich zusammen aus der kreisfreien Stadt Darmstadt, den Kreisen Darmstadt-Dieburg, Groß-Gerau, Bergstraße und dem Odenwaldkreis.

## Rechtsgrundlage und Mitgliedschaft

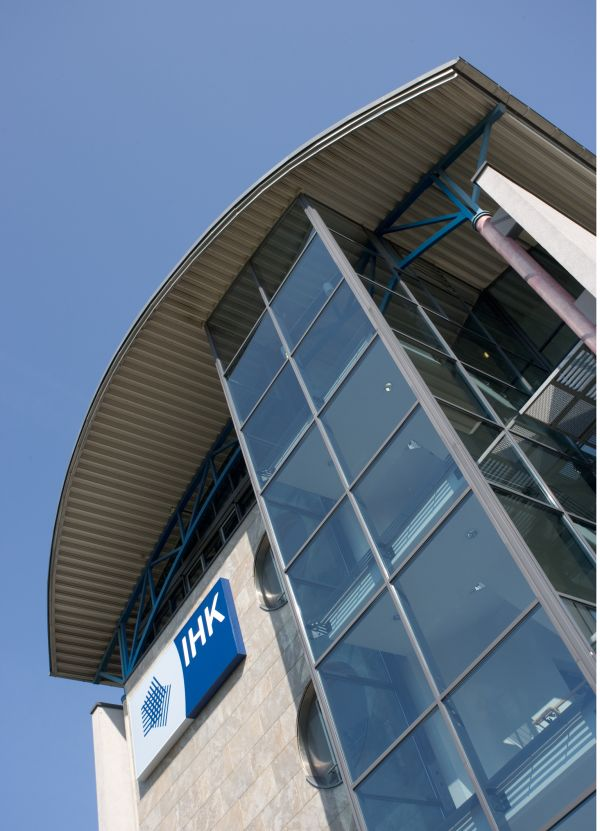
Gebäude der IHK Darmstadt

Die IHK Darmstadt ist eine Körperschaft des öffentlichen Rechts und vertritt die Interessen der Wirtschaft gegenüber den gesetzgebenden Organen von Land und Bund sowie den Gemeinden und Behörden und erfüllt die vom Staat gesetzlich übertragenen Aufgaben. Darüber hinaus versteht sich die IHK als Dienstleistungsorganisation, die ihren Mitgliedern bei Problemen und Fragen weiterhilft.
Rechtliche Grundlage für die Arbeit der IHK ist das 1956 vom Deutschen Bundestag verabschiedete Gesetz zur vorläufigen Regelung des Rechts der Industrie- und Handelskammern (IHKG), das den Auftrag und den öffentlich-rechtlichen Status mit der Pflichtzugehörigkeit aller Gewerbetreibenden mit Ausnahme des Handwerks festlegt. Bestätigt wurde dies 1958 durch ein Landesgesetz, das insbesondere die räumliche Gliederung der IHKs und Durchführungsfragen regelt. Die IHK Darmstadt unterliegt der Rechtsaufsicht des Landes Hessen.
Den Industrie- und Handelskammern als Körperschaften des öffentlichen Rechts gehören alle Gewerbetreibenden kraft Gesetzes an. Danach ist kammerzugehörig, wer einen Betrieb führt, der zur Gewerbesteuer veranlagt ist und der seine gewerbliche Niederlassung im Bezirk der IHK Darmstadt hat. Ausgenommen sind Handwerksbetriebe, diese sind zur Mitgliedschaft in der Handwerkskammer verpflichtet. Paragraf 3 des IHK-Gesetzes in Verbindung mit der Beitragsordnung der IHK Darmstadt ermächtigt die Kammer zur Erhebung von Beiträgen, über deren Höhe jährlich die Vollversammlung beschließt. Die Beitragssätze sind in den jeweiligen Haushaltssatzungen der IHK Darmstadt ausgewiesen und in den „Wirtschaftsdialogen“ – dem Mitgliedermagazin der IHK Darmstadt – veröffentlicht.
Die Pflichtzugehörigkeit zur Industrie- und Handelskammer zielt auf einen fairen Ausgleich von Einzel- oder Gruppeninteressen und soll die Unabhängigkeit und Ausgewogenheit der Stellungnahmen der IHKs sichern. Auf diese Weise will der Gesetzgeber eine ausgewogene Beratung von Politik und Behörden zu Wirtschaftsfragen gewährleisten. Auch für die Übertragung staatlicher Aufgaben auf die IHKs wie etwa in der Berufsbildung ist die Zugehörigkeit der betroffenen Gruppen erforderlich. Sie sichern die demokratische Legitimation und Kontrolle des Verwaltungshandelns (funktionale Selbstverwaltung).
Die Rechtsprechung hat im Jahr 2001 bestätigt, dass die gesetzliche IHK-Zugehörigkeit mit dem Grundgesetz vereinbar ist (Beschluss des Bundesverfassungsgerichts vom 7. Dezember 2001 oder des Bundesverwaltungsgerichts vom 23. Juni 2010).

## Die Geschichte der IHK Darmstadt
Am 11. Juni 1862 wurde die Handelskammer Darmstadt gegründet. Das war im damaligen Großherzogtum Hessen vergleichsweise spät: In Mainz etwa existierte bereits seit 1798 eine „Chambre de Commerce“ nach französischem Vorbild. Viele Jahre später, am 17. November 1871, trat das hessische Handelskammergesetz nach preußischem Vorbild in Kraft. In diesem Jahr gab es 327 beitragspflichtige und wahlberechtigte Unternehmen; bis 1913 wuchs diese Zahl auf 2.273 an. Die Handelskammer Darmstadt sah es als wichtigste Aufgabe an, die Interessen der Wirtschaft in der Provinz Starkenburg auf allen Ebenen wirkungsvoll zu vertreten. Das tat sie, indem sie an die betreffende Behörde und direkt an die Ministerien berichtete.
Wichtige Themen der Kammer waren ein offener und ungehinderter Handel, das Eintreten gegen zu hohe Zölle und Steuern, eine einheitliche Währung im Deutschen Reich sowie der Ausbau der Verkehrswege, wie etwa der Bau der Odenwaldbahn. Mit der Gesetzesnovelle von 1902 wurde die Handelskammer juristische Person und übernahm Aufgaben in der beruflichen Bildung. Im Verlauf des Ersten Weltkriegs ab 1914 trat an die Stelle einer liberalen Wirtschaftsordnung eine zunehmend dirigistische Kriegswirtschaft, die immer stärker in unternehmerische Entscheidungen eingriff. In der Zeit zwischen den beiden Weltkriegen prägte die französische Besetzung des Rheinlands die Entwicklung der Region. Die Grenzen verliefen bis 1930 vor den Toren Darmstadts. 1925 wurde in Hessen die längst überfällige Bezeichnung „Industrie- und Handelskammer“ eingeführt.
Mit der Machtergreifung der Nationalsozialisten rückten die Selbstverwaltungsidee und die Interessenvertretung als originäre Kammerarbeit völlig in den Hintergrund. Bereits im April 1933 trat das Präsidium im Rahmen der „Gleichschaltung“ geschlossen zurück und das „Führerprinzip“ wurde eingeführt. Als letzte Konsequenz folgte 1943 die Errichtung der Gauwirtschaftskammer Rhein-Main und die formale Auflösung der IHKs. Doch bereits kurz vor Kriegsende, im April 1945, ließen Darmstädter Unternehmer ihre IHK wieder aufleben, und sie entwickelte sich zum Mädchen für alles: Sie stellte Pässe und Passierscheine aus, kümmerte sich um Wohnraum und Krankentransporte, beriet zur Flut an Direktiven der Militärverwaltung und half bei Betriebs- und Produktionsgenehmigungen.
Am 10. Januar 1946 verordnete die Landesregierung förmlich die Aufhebung der Gauwirtschaftskammern in Hessen und die Wiederherstellung des Rechtes von 1933. Die Dienstaufsicht über die Kammern sollte der Minister für Wirtschaft und Verkehr wahrnehmen. Diese Regelungen stießen auf den Widerspruch der amerikanischen Besatzungsmacht: Diese sahen in der öffentlich-rechtlichen Stellung der Kammern ein wichtiges Instrument der Lenkung der Wirtschaft in der Zeit nach dem Nationalsozialismus. In Umsetzung der amerikanischen Forderungen verordnete die Staatsregierung daher im Mai 1946 die Wahrnehmung öffentlich-rechtlicher Aufgaben und ordnete an, die Kammern als privatrechtliche Vereine ohne Pflichtmitgliedschaft weiterzuführen. Die endgültigen Regelungen für die Kammer, ihre Kompetenzen und ihre Wahl wurde mit Runderlass vom 5. Dezember 1846 festgelegt. Die Folge des Wegfalls der Pflichtmitgliedschaft war das Austreten einer größeren Zahl von Kleingewerbetreibenden. Die größeren Kammern büßten bis zu 50 % der Mitglieder ein, die kleineren zwischen sieben und fünfzehn Prozent.
Mit dem Besatzungsstatut gewann die Bundesrepublik 1949 einen guten Teil ihrer Souveränität zurück. Außer Bayern und Hessen kehrten nun die Länder der amerikanischen Besatzungszone zum Modell öffentlich-rechtlicher Kammern zurück (in der britischen und französischen Zone war dies bereits direkt nach dem Krieg so gewesen). Das SPD-regierte Hessen hatte völlig andere Pläne: Hier sollten nach dem Willen der Regierung die IHKs aufgelöst und durch Wirtschaftskammern ersetzt werden. Diese sollten paritätisch durch Arbeitgeber und Arbeitnehmer besetzt werden. Die Arbeitgebervertreter sollten durch die Wirtschaftsverbände, die Arbeitnehmervertreter durch die Gewerkschaften benannt werden. Diese Planungen kamen jedoch nicht zur Umsetzung, da stattdessen eine bundeseinheitliche Regelung getroffen wurde.
Mit Inkrafttreten des „Gesetzes zur vorläufigen Regelung des Rechts der Industrie- und Handelskammer“ am 22. Dezember 1956 werden die Kammern wieder zu Körperschaften des öffentlichen Rechts. Der Beirat einer Kammer trägt nun die Bezeichnung „Vollversammlung“.
Nachdem das IHK-Gebäude in der Wilhelminenstraße in der Darmstädter Brandnacht vollständig zerstört worden war, wurde sie im „Merckhaus“ am Luisenplatz untergebracht. Im Oktober 1962 konnte sie ein eigenes, neues Verwaltungsgebäude in der Rheinstraße 89 beziehen. Vorausgegangen war ein Architektenwettbewerb, bei dem ein Entwurf Heinrich Bartmanns gewonnen hatte.
Der Wiederaufbau und das „deutsche Wirtschaftswunder“ waren in Südhessen wie überall in Deutschland stark von industrieller Produktion geprägt. Seit Anfang der achtziger Jahre erlebte auch die Region Rhein-Main-Neckar einen starken Strukturwandel. Viele traditionelle Industrieunternehmen gibt es nicht mehr oder nicht mehr in der ursprünglichen Form. Heute hat die IHK Darmstadt 65.000 Mitgliedsunternehmen. Zu ihnen gehören große Unternehmen wie die Merck KGaA, die Software AG und die Adam Opel AG.
Schwerpunktbranchen in der Region Darmstadt Rhein Main Neckar sind inzwischen IT, Automation, Automotive, Chemie, Pharma, Telekommunikation, Logistik und Raumfahrt. Zahlreiche Forschungsinstitute sind ebenfalls im Bezirk der IHK Darmstadt angesiedelt, etwa die Fraunhofer-Gesellschaft, die Helmholtz-Gemeinschaft, die Max-Planck-Gesellschaft und die Leibniz-Gesellschaft. Darüber hinaus ist die Region, vor allem die Landkreise Bergstraße und Odenwald, stark touristisch geprägt. Der Wirtschaftsstandort Darmstadt Rhein Main Neckar ist außerdem inzwischen Teil zweier europäischer Metropolregionen: Frankfurt/Rhein-Main und Rhein-Neckar. Die Großregion ist einer der wichtigsten Wirtschaftsräume Europas und erstreckt sich von Heidelberg im Süden bis Fulda im Nordosten. In der Mitte befindet sich der Bezirk der IHK Darmstadt.

## Organisation

### Hauptamt und Ehrenamt
Obwohl die IHK Darmstadt eine Körperschaft des öffentlichen Rechts ist, werden ihre Geschicke von den in ihr verfassten Unternehmern bestimmt. Der staatliche Einfluss ist auf die Rechtsaufsicht begrenzt. Das wichtigste Organ ist die Vollversammlung der IHK Darmstadt (Parlament der Wirtschaft). Sie besteht aus 72 von allen IHK-Mitgliedern gewählten südhessischen Unternehmern. Gewählt werden können nur aktive Unternehmensvertreter, die Tätigkeit für die IHK wird nicht vergütet. Alle fünf Jahre wird die Vollversammlung neu gewählt. Sie setzt sich als Spiegelbild der Branchen, der Regionen und der Unternehmensgrößen zusammen. Jedes Unternehmen, ob groß oder klein, hat eine Stimme. Die Vollversammlung tagt sechs Mal im Jahr, die Sitzungen sind für Mitglieder öffentlich. Die Vollversammlung hat das Budgetrecht, sie bestimmt über die Einnahmen und Ausgaben, entscheidet über die Höhe der Beiträge und Gebühren. In den Sitzungen der Vollversammlung werden grundsätzliche Positionen der IHK Darmstadt festgelegt, die unterschiedlichen Interessen ausgetauscht und zu einem Gesamtinteresse zusammengefügt. Die Vollversammlung wählt den Präsidenten und sechs Vizepräsidenten aus ihrer Mitte. Sie bestellt den hauptamtlichen Hauptgeschäftsführer.
Die IHK Darmstadt beschäftigt in Darmstadt sowie in zwei Bildungszentren in Erbach (Odenwald) und Heppenheim (Bergstraße) rund 150 hauptamtliche Mitarbeiter, die in vier Geschäftsbereichen arbeiten: Aus- und Weiterbildung, Unternehmen und Standort, Kommunikation und Marketing sowie Organisationsentwicklung, Personal und Finanzen. 
Zum Ehrenamt der IHK Darmstadt gehören überdies die in verschiedenen Ausschüssen engagierten Unternehmer sowie rund 2000 Prüfer in der dualen Ausbildung. In den Ausschüssen werden die Themen Außenwirtschaft, Berufsbildung, Handel, Steuern, Tourismus, Verkehr, Umwelt und Energie, Forschung und Innovation sowie Bau- und Etatfragen beraten. Hier können sich auch Unternehmer engagieren, die nicht der Vollversammlung angehören.

### Liste aller Präsidenten der IHK Darmstadt seit 1862
Die Liste basiert auf Angaben der IHK Darmstadt.
| Amtszeit  | Präsident                      | Unternehmen                                               | Sitz            |
| --------- | ------------------------------ | --------------------------------------------------------- | --------------- |
| 1862–1864 | Carl August Hemmerde           | C. Hemmerde und Söhne                                     | Darmstadt       |
| 1865      | Wilhelm Fridolin Nöllner       | Lebensversicherungs- und Ersparnißbank Stuttgart          | Darmstadt       |
| 1865–1869 | Franz Weber                    | Weber und Lampe                                           | Darmstadt       |
| 1870–1871 | Heinrich Bopp                  | Bank für Handel und Industrie                             | Darmstadt       |
| 1872–1874 | Franz Weber                    | Weber und Lampe                                           | Darmstadt       |
| 1875–1880 | Theodor Friedrich Wendelstadt  | Bank für Handel und Industrie                             | Darmstadt       |
| 1881      | Otto Wolfskehl                 | Heyum Wolfskehl & Sohn                                    | Darmstadt       |
| 1882–1896 | Christoph Wilhelm Ludwig Merck | E. Merck Chemische Fabrik                                 | Darmstadt       |
| 1897–1918 | Carl Parcus                    | Bank für Handel und Industrie                             | Darmstadt       |
| 1919–1920 | Ludwig Frölich                 | J.J. Diefenbach, Weingroßhandlung, Likör- und Essigfabrik | Darmstadt       |
| 1920–1933 | Emil Schenck                   | Carl Schenck GmbH, Eisengießerei und Maschinenfabrik      | Darmstadt       |
| 1933      | Paul Griebel                   | Deutsche Bau- und Siedlungsgemeinschaft eGmbH             | Darmstadt       |
| 1933–1942 | Karl Merck                     | E. Merck Chemische Fabrik                                 | Darmstadt       |
| 1943–1945 | Gauwirtschaftskammer           |                                                           | Darmstadt       |
| 1945      | Emil Schenck                   | Carl Schenck GmbH, Eisengießerei und Maschinenfabrik      | Darmstadt       |
| 1945–1946 | Wilhelm Köhler                 | Goebel AG                                                 | Darmstadt       |
| 1946–1947 | Wilhelm Euler                  | Max Richter Celluloidwarenfabrik                          | Nieder-Ramstadt |
| 1947–1949 | Wilhelm Köhler                 | Goebel AG                                                 | Darmstadt       |
| 1949–1953 | Curt Hesse                     | Hessenwerke Elektronische- und Maschinenfabrik GmbH       | Darmstadt       |
| 1953–1964 | Willi Bernauer                 | Gebrüder Roeder AG                                        | Darmstadt       |
| 1964–1970 | Otto Röhm                      | Röhm & Haas GmbH                                          | Darmstadt       |
| 1970–1974 | Kurt Werner                    | Maschinenfabrik Goebel GmbH                               | Darmstadt       |
| 1974–1980 | Hans Joachim Langmann          | E. Merck                                                  | Darmstadt       |
| 1980–1984 | Hans-Rolf Ropertz              | Henschel & Ropertz KG                                     | Darmstadt       |
| 1984–1988 | Gerhard Ziener                 | Röhm GmbH                                                 | Darmstadt       |
| 1989–1990 | Karl Heinz Krutzki             | Wella AG                                                  | Darmstadt       |
| 1991–1995 | Gert Silber-Bonz               | Pirelli Deutschland AG                                    | Breuberg        |
| 1996–1998 | Hans-Rolf Ropertz              | Henschel & Ropertz KG                                     | Darmstadt       |
| 1998–2001 | Jochen Klein                   | Döhler-Gruppe                                             | Darmstadt       |
| 2001–2004 | Michael Römer                  | Merck KGaA                                                | Darmstadt       |
| 2004–2009 | Michael Römer                  | E. Merck OHG                                              | Darmstadt       |
| 2009–2014 | Hans-Peter Bach                | Medienhaus Südhessen GmbH                                 | Darmstadt       |
| 2014–2019 | Kristina Sinemus               | Genius Wissenschaft und Kommunikation GmbH                | Darmstadt       |
| 2019–2024 | Matthias Martiné               | Volksbank Darmstadt-Südhessen eG                          | Darmstadt       |
| 2024–2025 | Matthias Martiné               | Volksbank Darmstadt Mainz eG                              | Mainz           |
| 2024–     | Christian Jöst                 | Jöst Abrasives GmbH                                       | Wald-Michelbach |

## Das Selbstverständnis der IHK Darmstadt
Die IHK Darmstadt Rhein Main Neckar vertritt das Gesamtinteresse von 65.000 Mitgliedsunternehmen aus Südhessen gegenüber Politik und Öffentlichkeit. Sie vernetzt relevante Akteure, liefert Impulse und gestaltet die Wirtschaftsregion mit. Durch Bildung, Beratung und vielfältige Serviceangebote stärkt sie die Wettbewerbsfähigkeit ihrer Mitglieder und befähigt Menschen zu einem selbstbestimmten (Berufs-)Leben. Die IHK lebt das Prinzip der Selbstverwaltung der Wirtschaft, fördert den fairen Wettbewerb, setzt sich für aufrichtiges, vertrauenswürdiges Verhalten im Wirtschaftsleben ein und übernimmt gesellschaftliche Verantwortung.
Sie ist wesentlicher (Mit-)Gestalter einer zukunftsorientierten, dauerhaft wettbewerbsfähigen und lebenswerten Region Rhein-Main-Neckar, die sich durch eine hohe Transformationsfähigkeit auszeichnet, weltweit Maßstäbe in technologischer Innovationskraft und ganzheitlicher Nachhaltigkeit setzt, weltoffen und wirtschaftsfreundlich ist und auf freiheitlichen demokratischen Grundwerten sowie Rechtsstaatlichkeit fußt.
Grundsätze der IHK Darmstadt
- Die IHK gibt der Wirtschaft eine Stimme und ist konstruktiv-kritische Partnerin der Politik.
- Die IHK ist serviceorientierte Dienstleisterin ihrer Unternehmen und ihrer (künftigen) Fachkräfte.
- Die IHK ist Verfechterin der Sozialen Marktwirtschaft und ihrer ordnungspolitischen Grundsätze.
- Die IHK ist engagiert und trägt Verantwortung für die Region.
- Die IHK ist Teil eines bundesweiten Netzwerks und trägt aktiv zu dessen Leistungsfähigkeit bei.
- Die IHK steht für Vielfalt, Chancengleichheit und ein respektvolles Miteinander.
- Die IHK schafft und stärkt Vertrauen in ihre Institution.